# Orectognathus parvispinus
Orectognathus parvispinus är en myrart som beskrevs av Taylor 1977. Orectognathus parvispinus ingår i släktet Orectognathus och familjen myror. Inga underarter finns listade i Catalogue of Life.